# Iż-Żejtun
Iż-Żejtun (engelska: Żejtun), även känd som  Città Beland, är en ort och kommun i republiken Malta. Den ligger på ön Malta i den sydöstra delen av landet, 5 kilometer söder om huvudstaden Valletta. 